# Amaleque

Retrato da luta de Josué contra os amalequitas (Êxodo 17).

Amaleque ou Amalec (em hebraico: עֲמָלֵק‎; romaniz.: ‘Ámālēq; em árabe: عماليق‎; romaniz.: ‘Amālīq), é uma figura da Bíblia e da Torá que, de acordo com estes livros, foi o filho de Elifaz e da concubina Timna e neto de Esaú e Ada. Esaú, filho de Isaque e neto de Abraão, era irmão de Jacó, patriarca dos hebreus.
Amaleque foi chefe de uma tribo Idomeia. A sua mãe era horita, uma tribo de cujo território os descendentes de Esaú se apoderaram. Acredita-se que o povo amalequita descendia de Amaleque.